# Între Anina și Oravița
Între Anina și Oravița este un film românesc din 1976 regizat de Mirel Ilieșiu.